# Tromøysund
58°28′04″N 8°48′45″Ø / 58.4679°N 8.8126°Ø
Tromøysund er et sund som skiller øen Tromøy i Arendal kommune fra fastlandet indenfor. Tromøysund går i retning østsydøst – vest og er omkring 12 km lang, og bredden varierer fra 200 m til omkringg 500 m.

## Skibstrafik
Tromøysund er indsejlingsrute til Arendal havn fra øst, og ret store skibe kan gå gennem sundet. Fartøjer på vej vestpå kan, om de ønsker roligt farvand, holde sig indenskærs ved at sejle vestover gennem Tromøysund og fortsætte mod syd gennem Galtesund. Arendal regionhavn ligger i Tromøysund ved det lille industrisamfund Eydehavn, opkaldt efter industri-matadoren Sam Eyde, sammen med Saint-Gobain CM (tidligere Arendal smelteverk) og Nymo mekaniske værksted. Obrådet omkring Eydehavn blev massivt forurenet i løbet af 100 års industrivirksomhed, og omfattende oprydning er iværksat.

## Fjorde
Der er flere små fjordarme fra Tromøysund og ind i fastlandet: Mørfjærkilen og Neskilen har begge forbindelse til vassdrag. Ved Eydehavn lå i ældre tid fragthavnen Neskilen. Her var der udskibning af trælast og malm fra jerngruberne i nærheden.

## Andet
Buøya er en ø i Tromøysund, med broforbindelse til Eydehavn. Øen er i dag fritidsområde. Man har valgt at tildække de stærkt forurenede masser efter den tidligere industrivirksomhed på Eydehavn.
Historikeren og provsten Peder Claussøn Friis meldte i sit skrift Om Djur, Fiske, Fugle oc Trær udi Norrig, at et søuhyre var set "nu nyligen Anno 1598 udj Trumme-Sund [dvs. Tromøysund]."
Den gamle uthavn Narestø med bevaringsværdig bebyggelse ligger på fastlandet lige indenfor Tromøysunds østlige udløb. Udenfor Narestø forliste slaveskibet Fredensborg i 1768. Slaverne blev ført i land og indkvarteret i det lille idylliske samfund inden videreforsendelse.
På Tromøya ligger landsbyen Kongshavn. Tromøybroen forbinder Tromøy med fastlandet, og krydser Tromøysund.
DS «Tromøsund» var et kendt kystruteskib, der blev sænket af tyske fly i Nordsøen 1. marts 1943 efter at være kapret af norske kommandosoldater under anden verdenskrig. Skibet tilhørte Arendals Dampskibsselskab. Alle om bord omkom.